# أذينة درنية
أذينة درنية (الاسم العلمي: Phlomoides tuberosa) هو نوع نباتي يتبع جنس الأذينة من الفصيلة الشفوية.